# Макіївкокс
ЗАТ «Макі́ївкокс» — підприємство, створене на базі майна ВАТ «Макіївський коксохімічний завод» (Макіївський КХЗ, Донецька область).
97,293 % акцій ЗАТ «Макіївкокс» володіє ЗАТ «Донецьксталь-метзавод» .
Макіївський КХЗ спеціалізується на виробництві коксу, шихти, концентрату і інших видів коксохімічної продукції. Підприємство 1 жовтня 2002 року повернуло раніше здані в оренду ЗАО «Радонкокс» коксовий цех і вуглепідготувальний цех T1.